# Kazimierz Balawajder

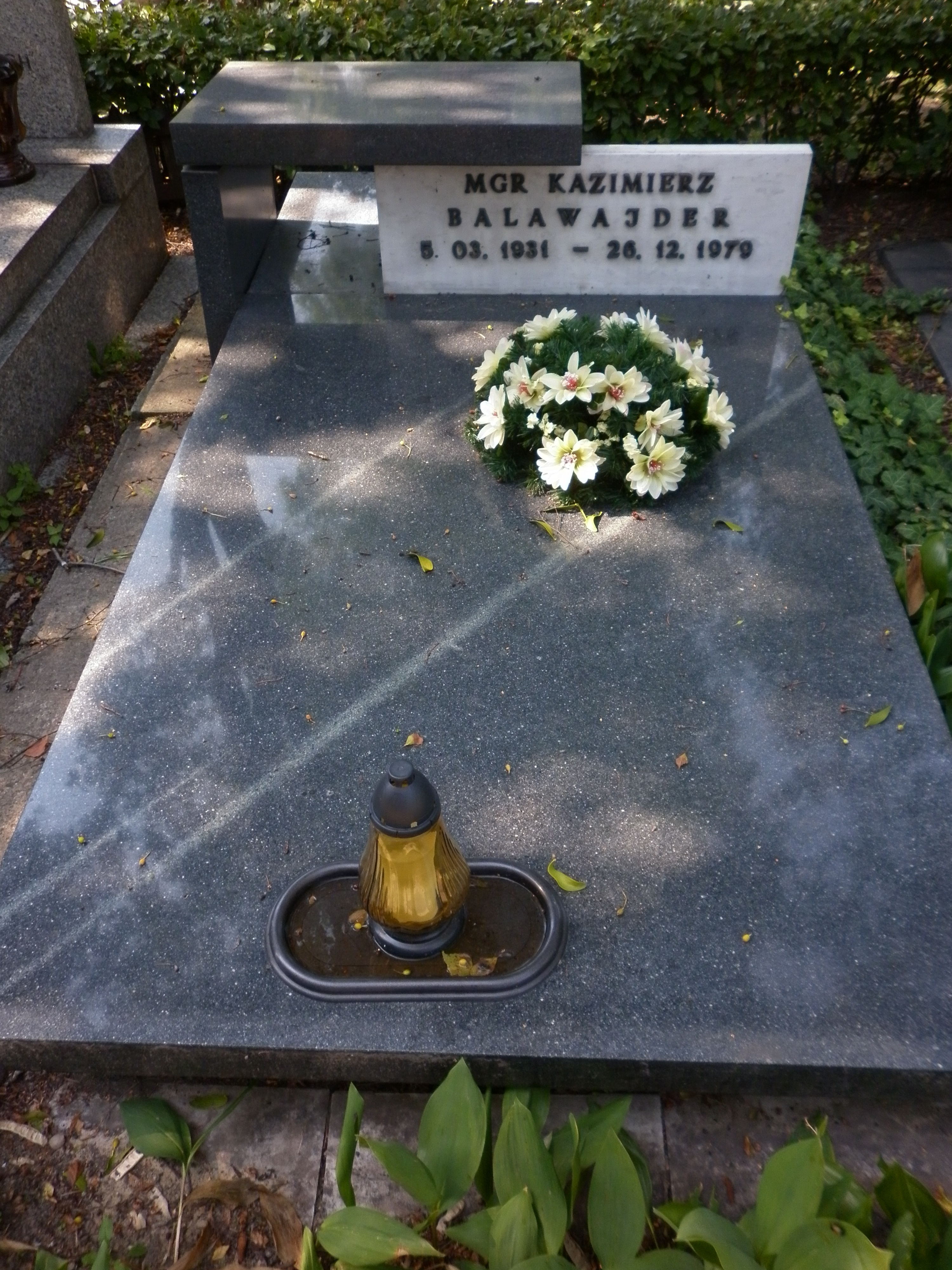
Grób Kazimierza Balawajdera na Cmentarzu Wojskowym na Powązkach

Kazimierz Balawajder (ur. 5 marca 1931 w Komborni, zm. 26 grudnia 1979 w Warszawie) – polski polityk, poseł na Sejm PRL VII kadencji, podsekretarz stanu w Ministerstwie Przemysłu Spożywczego i Skupu, I sekretarz Komitetu Wojewódzkiego PZPR w Krośnie. 

## Życiorys
Z wykształcenia magister ekonomii. Ukończył Wyższą Szkołę Nauk Społecznych przy KC PZPR oraz Wydział Ekonomiki Produkcji Wyższej Szkoły Ekonomicznej w Krakowie. Członek Związku Młodzieży Polskiej i Związku Walki Młodych, a od 30 sierpnia 1954 Polskiej Zjednoczonej Partii Robotniczej, w której początkowo był sekretarzem podstawowej organizacji partyjnej (do 1955), a następnie (do 1956) instruktorem w Komitecie Powiatowym w Krośnie. Przewodniczący Zarządu Wojewódzkiego ZWM w Rzeszowie. W latach 1957–1958 ponownie pełnił funkcję sekretarza POP PZPR. Był m.in. I sekretarzem Komitetu Powiatowego PZPR w Leżajsku (od 1966 do 1971) Komitetu Miejskiego partii w Rzeszowie (w 1971) oraz zastępcą członka Komitetu Centralnego PZPR (od 1975 do 1979). W 1971 I sekretarz Komitetu Miejskiego PZPR w Rzeszowie, od 1971 sekretarz ds. rolnych w Komitecie Wojewódzkim tamże, a od czerwca 1975 I sekretarz KW w Krośnie (ponownie wybrany w 1978). Był członkiem okręgowej organizacji partyjnej (OOP) działu badań i prototypów w Sanockiej Fabryce Autobusów „Autosan”. Został wybrany na posła VII kadencji Sejmu PRL z okręgu wyborczego Krosno. Członek sejmowej Komisji Budownictwa i Przemysłu Materiałów Budowlanych. 20 czerwca 1975 został wybrany na przewodniczącego Wojewódzkiej Rady Narodowej w Krośnie. Od lutego 1979 był podsekretarzem stanu w Ministerstwie Przemysłu Spożywczego i Skupu.
Zmarł śmiercią samobójczą. Został pochowany z honorami 29 grudnia 1979 na Cmentarzu Wojskowym na Powązkach w Warszawie (B 32 TUJE 18). W imieniu kierownictwa partyjno-państwowego PRL w pogrzebie udział wzięli m.in. członkowie Biura Politycznego KC PZPR i sekretariatu KC PZPR  wicepremier Jan Szydlak, Kazimierz Barcikowski, Józef Pińkowski, a także wicepremier Longin Cegielski. W imieniu rządu PRL i kierownictwa PZPR przemówienie wygłosił Jan Szydlak.

## Rodzina
Wnuk Jacentego i Salomei Balawajder; syn Władysława Balawajdra i Michaliny. Miał siostrę Władysławę Kasprzyk, a także żonę Annę, syna Jerzego (ur. 1957) i córkę Elżbietę.

## Odznaczenia
- Krzyż Oficerski Orderu Odrodzenia Polski
- Krzyż Kawalerski Orderu Odrodzenia Polski
- Odznaka honorowa „Za zasługi dla województwa krośnieńskiego”